# Eugen von Böhm-Bawerk
Eugen Böhm Ritter von Bawerk, conhecido como Eugen von Böhm-Bawerk (Brno, Morávia, 12 de fevereiro de 1851 — Viena, 27 de agosto de 1914) foi um economista austríaco que fez importantes contribuições para o desenvolvimento da chamada Escola Austríaca de Economia. 

## Vida
Nascido Eugen Böhm, seu nome foi mudado para Eugen Böhm Ritter von Bawerk, em 1854, quando seu pai foi elevado a cavaleiro (Ritter, em alemão). Entretanto, normalmente assinava Eugen von Böhm-Bawerk ou Eugen Böhm-Bawerk. Estudou direito na Universidade de Viena, onde leu o livro Princípios de Economia, de Carl Menger. Embora nunca tenha sido aluno de Menger, ele rapidamente tornou-se um partidário de suas teorias. Joseph Schumpeter disse que Böhm-Bawerk "era tão completamente entusiasmado discípulo de Menger que dificilmente é necessário procurar outras influências". Durante o período na Universidade de Viena, Böhm-Bawerk tornou-se amigo de Friedrich von Wieser, quem mais tarde foi também seu cunhado.
Após completar seus estudos, entrou no ministério das finanças austríaco. Böhm-Bawerk passou boa parte da década de 1880 na Universidade de Innsbruck (1881-1889). Durante esse tempo publicou os primeiros dois (em um total de três) volumes de sua magnum opus, Capital e Juro (Capital and Interest). Em 1889 foi chamado a Viena pelo ministério das finanças para esboçar uma proposta para a reforma tributária. O sistema austríaco naquele momento tributava de forma pesada a produção, especialmente durante a guerra, fornecendo desincentivos maciços ao investimento. A proposta de Böhm-Bawerk sugeria um moderno imposto de renda, o qual foi logo aprovado e teve grande sucesso nos anos seguintes.
Então tornou-se ministro das finanças austríaco em 1895. Serviu brevemente, e novamente em uma outra ocasião, embora uma terceira vez ele tenha permanecido no cargo de 1900 até 1904. Como ministro das finanças ele lutou continuamente pela estrita manutenção do padrão ouro legalmente fixado e um orçamento equilibrado. Em 1902 ele eliminou o subsídio ao açúcar, o qual tinha sido uma característica do Império Austríaco por quase dois séculos. Renunciou finalmente em 1904, quando as crescentes demandas fiscais do exército ameaçaram desequilibrar o orçamento. 
Ele escreveu extensivas críticas ao pensamento econômico de Karl Marx nas décadas de 1880 e 1890, e vários proeminentes marxistas —incluindo Rudolf Hilferding— estiveram em seu seminário em 1905-06. Ele voltou a lecionar em 1904, com uma cadeira na Universidade de Viena. Ele ensinou muitos estudantes, entre eles Joseph Schumpeter, Ludwig von Mises e Henryk Grossman. Böhm-Bawerk morreu em 1914.

## Trabalhos publicados
O primeiro volume da obra Capital e Juro, que Ludwig von Mises decretou como "a contribuição mais eminente para a teoria econômica moderna", intitulado História e Crítica das Teorias de Juro (1884), é um estudo exaustivo dos tratamentos alternativos de juro: teorias de uso, teorias de produtividade, teorias de abstinência, e assim por diante.

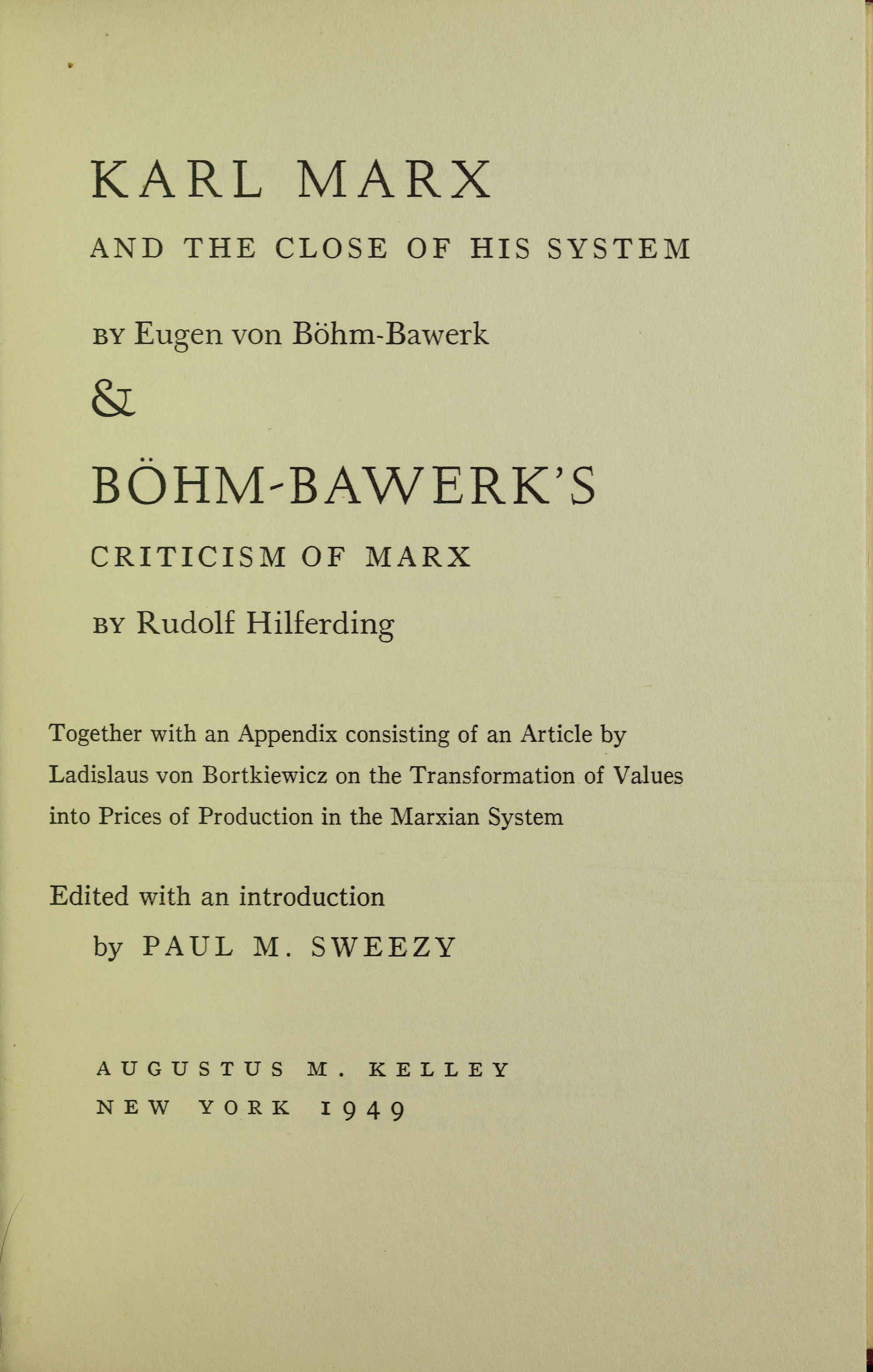
Karl Marx and the close of his system

Igualmente foi incluída uma crítica à teoria da exploração de Karl Marx. Böhm-Bawerk argumentou que os capitalistas não exploram seus trabalhadores; mas na realidade ajudam os empregados ao fornecer-lhes uma renda adiantada das receitas dos bens por eles produzidos, dizendo "o trabalho não pode aumentar sua parte às expensas do capital." Em particular, ele argumentou que a teoria marxista da exploração ignora a dimensão de tempo na produção, que ele discutiu em sua teoria de roundaboutness (em inglês) e que uma redistribuição de lucros de indústrias capitalistas minará a importância da taxa de juros como uma ferramenta vital de política monetária. Desta crítica segue que, de acordo com Böhm-Bawerk, o valor inteiro de um produto não é produzido pelo trabalhador, mas que o trabalho só pode ser pago ao valor presente de qualquer produção previsível.
O livro Karl Marx and the Close of His System (título em inglês) de 1896 examina a teoria marxista da teoria do valor-trabalho, argumentando que o erro no sistema de Marx foi uma autocontradição da lei do valor marxista, a saber como a taxa de lucro e os preços de produção do terceiro volume da obra O Capital de Karl Marx, contradiz sua própria teoria do valor apresentada no primeiro volume. Böhm-Bawerk também questiona a teoria marxista por Marx minimizar a influência da oferta e demanda em determinar o preço permanente, e para a ambiguidade deliberada com tais conceitos.
A obra Positive Theory of Capital (título em inglês) de 1889, proposta como um segundo volume para Capital and Interest, tratando sobre os processos de produção consumidores de tempo da economia, e sobre o pagamento de juros que eles acarretam. O Livro III, que é parte do segundo volume, tem o título de Value and Price (em inglês) desenvolve as ideias de Menger da utilidade marginal delineadas em sua obra Princípios de Economia para então desenvolver a ideia de valor subjetivo em relação com o marginalismo, na qual as coisas têm somente valor enquanto as pessoas querem tais bens:

Um fazendeiro pioneiro tinha cinco sacos de grão, sem maneira de vendê-los ou de comprar mais. Ele tinha então cinco possíveis usos—como alimentação básica para si mesmo, alimento para construir força, alimento para suas galinhas para variação dietética, um ingrediente para fazer uísque, e alimentação para que seus papagaios o divirtam. Então o fazendeiro perdeu um saco de grão. Em vez de reduzir cada atividade por um quinto, o fazendeiro diminuiu a ração dos papagaios, como eram de menos utilidade do que os outros quatro usos, em outras palavras, eles estavam na margem. E é na margem, e não com uma visão ampla, que nós fazemos decisões econômicas.

Further Essays on Capital and Interest (1921) foi o terceiro volume e que originalmente começou como apêndices para o segundo volume.
Suas críticas às teorias de Marx eram postas sob intenso escrutínio por economistas marxistas, tais como Nikolai Bukharin, que defendeu em Economic Theory of the Leisure Class que as suposições axiomáticas de Böhm-Bawerk de liberdade individual em suas teorias subjetivistas são falaciosas e que fenômenos econômicos apenas podem ser compreendidos sob o prisma de uma análise histórica da sociedade coerente e contextualizada, tal como a de Marx. Em contraste, economistas Austríacos consideraram a crítica de Böhm-Bawerk à Marx como definitiva. Por exemplo  Gottfried Haberler escrevendo nos anos 60 argumentava que a compreensiva critica de Böhm-Bawerk à Teoria Econômica Marxista era tão devastadora que até hoje nenhum teórico Marxista tinha conseguido refutá-la conclusivamente.
Muitos dos trabalhos de Böhm-Bawerk foram trazidos aos Estados Unidos por um industrialista de Chicago e libertário ávido Frederick Nymeyer através da Libertarian Press.

## Livros publicados
- BOEHM-BAWERK, Eugen von. Teoria da Exploração do Socialismo Comunismo, A. São Paulo: Instituto Ludwig von Mises Brasil, 2010. ISBN: 978-85-62816-12-3 (em português)
- BOEHM-BAWERK, Eugen von. Teoria da Exploração do Socialismo Comunismo, A. São Paulo: Editora José Olympio, 1987. ISBN 85-03-00190-X (em português)
- BOEHM-BAWERK, Eugen von. Positive Theory of Capital, The. Reprint Edition: Stechert & Co, 1930. (em inglês)
- BOEHM-BAWERK, Eugen von. Teoria Positiva do Capital (em português)

- BOEHM-BAWERK, Eugen von e HENNINGS, Klaus. Austrian Theory of Value and Capital, The.Editora: Edward Elgar, 1997. ISBN 1-85898-261-8 (em inglês)
- BOEHM-BAWERK, Eugen von. Teoria de la explotacion, La. Editora: Union Editorail. ISBN 84-7209-044-2 (em castelhano)
- BOEHM-BAWERK, Eugen von. Conclusion del sistema marxiano, La. Editora: Union Editorial. ISBN 84-7209-348-4 (em castelhano)
- BOEHM-BAWERK, Eugen von. Ensayos de Teoria Economia, Vol. I. Editora: Union Editorial. ISBN 84-7209-347-6 (em castelhano)